# Slotcar-Rennen

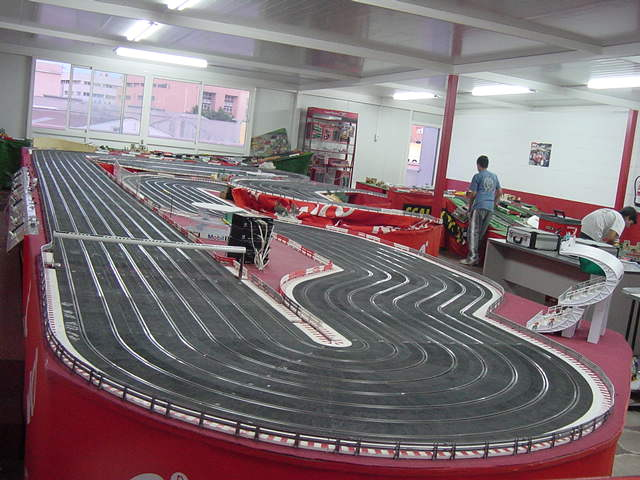
Slotcar-Racing-Bahn

Slotcar-Rennen (auch Slotcar-Racing, Slot-Racing oder Slot-Rennen) ist ein wettbewerbsorientiertes Hobby für Rennen mit angetriebenen Automodellen (sogenannte Slotcars) auf Modellrennbahnen. 

## Geschichte
Das Slotcar-Racing war in den 1960er Jahren eine beliebte Freizeitbeschäftigung. Der Umsatz erreichte damals 500 Millionen USD pro Jahr. Allein in den USA gab es damals 3.000 öffentliche Rennstrecken. Zu Beginn der 1970er Jahre erlebte die Szene dann wieder einen Rückgang, da den Amateur-Rennfahrern der Zugang zunehmend verwehrt wurde und diese dann lieber zu Hause blieben. 
Slotcar-Rennen reichen von Treffen unter Freunden an der heimischen Rennstrecke, wobei die vom Gastgeber bereitgestellten Modelle verwendet werden, bis zu sehr ernst geführten Wettbewerben, bei denen die Teilnehmer ihre eigenen Fahrzeuge akribisch aufbauen oder modifizieren, um so eine maximale Leistung zu erreichen. Diese Rennen können im Rahmen von nationalen Meisterschaften über mehrere Veranstaltungen durchgeführt werden. Einige Bastler erstellen sogar, ähnlich dem Eisenbahn-Modellbau, umfassende Rennstrecken, die echten Rennstrecken nachempfunden sind. Dies umfasst dann auch Modelle von Gebäuden, Bäumen und Menschen. Die eher wettbewerbsorientierten Rennfahrer bevorzugen hingegen eine Rennstrecke ohne Landschaftselemente.

## Modelle
Slotcars sind Modelle von echten Automobilen, wobei einzelne Modelle auch über Karosserien verfügen, die speziell für Modellbaurennen entworfen wurden. Die meisten Slotcar-Fahrer verwenden handelsübliche Slotcars (die häufig für eine bessere Leistung modifiziert werden), andere wiederum installieren Motoren in unmotorisierte Modelle. Einige Fans verwenden auch selbst gebaute Modelle.

## Regeln
Im Rennbereich werden im Allgemeinen drei Slotcar-Maßstäbe genutzt:
1. Autos im Maßstab 1:24 oder 1/24 sind normalerweise die größten Slotcars im Rennbetrieb. Ein typisches Auto im Maßstab 1:24 ist ca. 18–20 cm lang. Autos im Maßstab 1:24 benötigen eine relativ große Strecke, so dass diese Größe für den Heimgebrauch eher selten ist. Ernsthafte Rennen im Maßstab 1:24 werden meist nur auf kommerziellen Rennstrecken oder Club-Rennstrecken gefahren.
2. Autos im Maßstab 1:32 oder 1/32 sind kleiner und eher für Rennstrecken im Heimbereich geeignet. Sie werden aber auch umfassend auf kommerziellen Rennstrecken, in Hobbyläden oder in Clubs genutzt. Ein Auto im Maßstab 1:32 ist ca. 13–15 cm lang.
3. Der Maßstab H0 ist eine verallgemeinerte Größe, die ursprünglich auf einem Maßstab 1:76–1:87 beruhte, heute aber eher auf dem Maßstab 1:64 basiert. Die Autos variieren in der Größe und reichen von 1:87 (im Allgemeinen ältere Autos) bis 1:64. Sie fahren jedoch alle auf einer Strecke mit ungefähr der gleichen Breite und werden zusammen als H0-Slotcars bezeichnet. Ein typisches Auto ist 5,5–8 cm lang. H0-Rennen werden gelegentlich auf kommerziellen Strecken und Ladenstrecken gefahren, der Großteil der H0-Rennen spielt sich aber wahrscheinlich auf den Heimrennstrecken ab.

Zusätzlich zu den bedeutenden Maßstäben werden Slotcar-Sets im Maßstab 1:43 auch als Kinderspielzeug vermarktet. Bisher gibt es nur wenige organisierte Wettbewerbe im Maßstab 1:43, jedoch zeigt dieser Maßstab zunehmende Akzeptanz unter erwachsenen Hobby-Fahrern, da dieser Maßstab zu einem günstigen Preis erhältlich ist und nur geringe Raumanforderungen stellt. Ein durchschnittliches Auto in diesem Maßstab hat eine Länge von 10,9 cm.

## Slotcar-Strecken für Rennen
Viele Heimrennstrecken werden aus zusammensteckbaren Spritzgussteilen aus Kunststoff gefertigt, die den Renn-Sets beiliegen. Diese Strecken werden als „Kunststoffstrecken“ bezeichnet. Laden- und Club-Strecken, die für Wettbewerbe genutzt werden (insbesondere in den Maßstäben 1:32 und 1:24), sind normalerweise handgefertigte „gefräste Strecken“, bei denen die Führungsschlitze für die gesamte Rennstrecke in eine Platte oder eine Kombination aus wenigen Platten (z. B. Spanplatten oder MDF-Platten) gefräst werden, um so eine glatte und durchgehende Oberfläche zu gewährleisten.
Rennstrecken für den Wettbewerb werden als Straßenstrecken mit vielen Kurven ausgelegt. Auf einem Straßenkurs oder ovalen Rundkurs wird jedes Auto und jede Spur im Allgemeinen mit einem „Spurband“ in einer bestimmten Farbe gekennzeichnet, so dass die sogenannten „Corner Marshals“ (Schiedsrichter) die Fahrzeuge, die von der Strecke abgekommen sind, wieder auf die korrekte Spur setzen können. Strecken für offizielle Wettbewerbe können über Steilkurven verfügen, und es ist möglich, dass ein Streckenabschnitt einen anderen Streckenabschnitt mittels einer Brücke überquert. Andere „Trick-Konfigurationen“ sind jedoch meist nicht vorhanden. Rennstrecken für den Hausgebrauch umfassen besondere Konfigurationen, um die Spannung und/oder die Herausforderung beim Rennen zu erhöhen. Streckenabschnitte, die das Auto schlingern lassen oder die Bahn verengen, Bodenwellen, Sprünge oder unebene Oberflächen verwenden, werden normalerweise als „Spielzeugstrecken“ erachtet und nicht im Rennbereich verwendet.
Ein anderes Segment in diesem Bereich ist das Slotcar-Drag-Racing auf einer langen geraden Strecke. In der Baugröße HO sind diese Drag-Racing-Strecken häufig eine maßstabsgetreue Abbildung einer Viertelmeilenstrecke.
Strecken im Maßstab 1:24 für den Rennbereich sind im Allgemeinen 6- bis 8-spurige Frässtrecken mit Rückhaltewänden aus Holz oder flexiblem Kunststoff. Die Strecken befinden sich in kommerziellen oder entsprechend errichteten Rennzentren. Die meisten Strecken, die für die regionalen und nationalen Veranstaltungen der USRA genutzt werden, sind entweder originale kommerzielle Rennstrecken von American Raceways (AMF) oder abgeänderte Versionen dieser Streckendesigns auf Grundlage der ursprünglichen Konstruktionszeichnungen. Die Strecken in anderen Ländern, darunter auch die Strecken für die ISRA World Championships, bieten häufig ein aktuelles Design. Strecken, die für regionale oder nationale Wettbewerbe genutzt werden, verfügen über eine mit Epoxidharz oder einem Polymer beschichtete Oberfläche mit eingelassenen geflochtenen Stromleitern. In der USRA Division 1 ist es für die Rennfahrer auch möglich, traktionsverbessernde Stoffe auf die Rennoberfläche aufzubringen („Kleber“ oder „Goop“).
Ein Typ für kommerzielle Strecken im Maßstab 1:24 ist der „Blue King“ (Rundenlänge 155 Fuß/47,2 m). Diese Strecke wird auch für Weltrekordfahrten im Maßstab 1:24 anerkannt. Der Weltrekord für die Qualifying-Runde aus dem Jahr 2007 wird von Paul Pedersen gehalten und beträgt 1,404 Sekunden, was 121 km/h entspricht. Die Streckensegmente der „King“-Strecke sind mit Namen versehen. Die Benennung beginnt auf der Hauptgeraden und verläuft entgegen der Uhrzeigerrichtung: Bank, Chute, Deadman (Kurve), Finger, Back Straight, 90 (Kurve), Donut (Kurve), Lead-On und Top-Turn. Die „King“-Strecken werden im Allgemeinen für das Wingcar-Racing verwendet, bei dem „flache“ Strecken mit verschiedenen Designs und ohne Steilkurven genutzt werden. Ein Beispiel für eine „flache“ Meisterschaftsstrecke ist die von Gary Gerding entworfene und im Juli 2007 bei Mid-America Raceway and Hobbies in der Nähe von Aurora (Illinois) installierte Strecke (der Austragungsort der 2009 USRA Division 2 National Championships und der 2010 ISRA World Championships).
Ein weiteres Beispiel für eine Strecke im Maßstab 1:24 ist der „Engleman Grandstand“. Dies ist eine Strecke mit 8 Spuren und einer Länge von 220 Fuß (67 m). Aufgrund der langen Geraden und einer hohen Steilkurve ist sie bei schnellen Autos beliebt. Eine dieser Strecken wird immer noch in Rock Hill, South Carolina, in The Slot Car Cave betrieben. Wettbewerbe im Maßstab 1:32 werden, zumindest in den USA, auf den gleichen gefrästen Strecken durchgeführt wie die 1:24-Rennen.
Wettbewerbsstrecken im Maßstab HO haben normalerweise eine Länge von 60 bis 100 Fuß (18–30 m) und 4 bis 6 Spuren. Kunststoffstrecken, die häufig für eine bessere Leistung modifiziert werden, und auch große Strecken für den Heimgebrauch finden im Bereich der HO-Rennen eine häufigere Anwendung als bei den größeren Maßstäben.
„Schmutzstrecken“ werden hauptsächlich für Rallye- und Raid-Rennen verwendet.

## Stromversorgung für Rennen
Der Maßstab 1:24 nutzt 14 Volt für das Qualifying und 12 Volt für das Rennen. Beim Maßstab 1:32 liegen die Spannungen in Abhängigkeit vom Autotyp zwischen 12 und 16 Volt. Die HO-Bestimmungen fordern Strecken mit einer Spannung zwischen 18,5 und 19,0 Volt und mit mindestens 5 Ampere pro Spur. Einige europäische 1:24-Formate verwenden Gleichstrom mit 18,2 bis 19,0 Volt. Viele Strecken verwenden mehrere Bleiakkumulatoren, um eine ausreichende Stromstärke bereitstellen zu können. In den letzten Jahren sind jedoch auch hochqualitative, elektronisch gesteuerte Stromversorgungen für eine kontinuierliche und saubere Versorgung immer beliebter geworden.

## Rennformate
Für den Wettbewerb werden mehrere Rennformate genutzt. Das schnellste Rennformat ist der „Round Robin“ und kann auf zwei verschiedene Arten gefahren werden: Die erste Methode beginnt mit einem Fahrer auf einer Spur der Strecke. Es wird ein Segment von normalerweise 2 Minuten gefahren, in dem der Fahrer versucht, so viele Runden wie möglich zu absolvieren. Bei der zweiten Methode für einen Round Robin beginnen gleichzeitig vier Fahrer (oder so viele Fahrer wie Spuren vorhanden sind) und wechseln durch alle Spuren, bevor sie durch die nächste Gruppe von Fahrern ersetzt werden. Dies wird als ein „Heat“ oder „Consi“ bezeichnet. Wenn eine ungerade Zahl an Fahrern vorhanden ist, so dass sie nicht genau auf die Anzahl der Spuren aufgeteilt werden können, bestehen zwei Möglichkeiten: entweder wird ein Heat mit einer oder mehreren leeren Positionen gefahren, oder es wird ein Heat mit zusätzlichen Fahrern gefahren, wobei nicht immer alle Fahrer gleichzeitig fahren („Sit-Out“-Position). Wenn alle Fahrer ihren Heat gefahren sind, wird die Platzierung anhand der gefahrenen Runden bestimmt.
Häufig werden Round Robins auch abgeändert, indem ein „Main-Heat“ oder manchmal auch ein „Last-Chance“-Heat eingebaut wird. Beim Main-Heat wird der Round Robin wie normal gefahren, am Ende fahren jedoch die besten Fahrer (entsprechend der Anzahl der vorhandenen Spuren) einen zusätzlichen Heat. Dieser Heat ist normalerweise länger (3 bis 5 Minuten pro Segment, 1,5 Minuten Bauzeit und 1 Minute Aufwärmzeit vor dem Heat). Am Ende wird die Platzierung der Fahrer aufgrund der neuen Gesamtrundenzahl bestimmt.
Last-Chance-Heats ähneln den Main-Heats. Die besten Fahrer (Anzahl der Spuren minus eins) aus dem Round Robin gelangen direkt in den Main-Heat, und die nachfolgenden Fahrer (entsprechend der Anzahl der Spuren) gelangen in den Last-Chance-Heat. Der Last-Chance-Heat wird vor dem Main-Heat und unter den gleichen Bedingungen wie die anderen Heats gefahren. Am Ende werden die besten Fahrer aus dem Last-Chance-Heat auf Grundlage ihrer neuen Gesamtrundenzahl platziert (jedoch niemals unter einem Fahrer, der es nicht in den Last-Chance-Heat geschafft hat), und der Gewinner dieses Heats darf dann auf der letzten verbleibenden Position im Main-Heat starten.
Mehrstufige Rennformate werden normalerweise nur bei nationalen Veranstaltungen genutzt und bestehen aus Qualifying, Consi-Ausscheidungsrunden, Halbfinals und einem Main-Rennen.
Wenn die Zeit für ein Segment abgelaufen ist, wird den Fahrern eine kurze Zeit (normalerweise eine Minute) zum Wechseln der Spur, zum Durchführen von Wartungsarbeiten am Auto und zum Platzieren des Autos in der Warteposition (auf einer anderen Spur) gewährt. Gleichzeitig wechselt der nächste Fahrer in der Reihenfolge auf die erste Spur und platziert sein Auto auf der Startposition. Wenn ein Fahrer alle Spuren abgeschlossen hat, werden seine Gesamtrundenzahl und die Endposition vermerkt. Dies wird so lange fortgesetzt, bis alle Fahrer auf allen Spuren gefahren sind. Die Endplatzierung wird dann auf Grundlage der Gesamtrundenzahl bestimmt.
Die meisten Rennorganisationen gewähren einen „Track Call“ (hierbei wird die Stromversorgung unterbrochen), wenn sich ein Rennwagen auf der falschen Spur befindet. Dies wird auch als „Rider“ bezeichnet und als eine gefährliche und unsportliche Situation erachtet. Track Calls werden auch manchmal genutzt, wenn ein Auto die Strecke verlässt und von einem „Corner Marshal“ nicht wieder aufgefunden werden kann.

## Slot-Racing-Organisationen

### Racing-Organisationen 1:24
Es existieren lokale, regionale, nationale und internationale Organisationen für Slotcars im Maßstab 1:24. Rennen im Maßstab 1:24 werden hauptsächlich auf kommerziellen Slotcar-Rennstrecken durchgeführt. Die USRA (United Slot Racers Association) ist die größte Organisation in den USA. Diese veranstaltet auch jedes Jahr zwei Rennen. Die International Slot Racing Association (ISRA) veranstaltet eine World Slot Car Racing Championship, die jedes Jahr in einem anderen Land stattfindet.
Die USRA ist der Organisator der USRA National Championship für Rennen der Division 1 und Division 2. Die USRA veranstaltet außerdem die „Wing Car Worlds“, wenn diese in den Vereinigten Staaten durchgeführt werden. Die USRA Division 1 National Championship 2012 wird vom 4. bis 11. August auf dem Buena Park Raceway, Buena Park (Kalifornien) durchgeführt. Die USRA Division 2 National Championship 2012 wird vom 28. bis 31. März auf dem Slot Car Raceway and Hobbies in Rohnert Park (Kalifornien) durchgeführt. Die 2012 Wing Car Worlds werden vom 16. bis 20. Mai auf dem Red Fox Raceway, São Paulo, Brasilien, durchgeführt.

### National Slot Car Scale Racing Association (NSCSRA)
Die NSCSRA wurde 1989 zum Zwecke der Förderung des Mottos „Faire und gleiche Rennen für alle“ für alle Hobby-Slotcar-Fahrer ins Leben gerufen. Die Regeln wurden 1989 festgelegt, um für alle Beteiligten ein faires und gleiches Rennkonzept sicherzustellen. Bis zu viermal pro Jahr führt die NSCSRA eine Meisterschaft für verschiedene Klassen durch, darunter Vintage Scale Racing, Flexi und Unlimited Racing. In der bekannten „Top Gunner“ Championship wurde kürzlich ein neuer Champion gekürt – Jim „Mr. B“ Bronson. Jim Bronson wird dadurch als Mehrfach-Champion in die Reihe der Top Gunner Champions Bryan „Captain Snoozy“ Proctor (3 Meisterschaften, 1 × NON PRO, 2 × PRO), Casey Kennedy (6 Meisterschaften als PRO), Kaitlyn White (2 Meisterschaften als NON PRO) aufgenommen. Bei der letzten Meisterschaft Anfang 2009 siegten Bronson als Pro und Don Sims als Non Pro auf dem Tuff Traxx Hobbies and Slot Car Raceway in Mesa (Arizona).

### Racing-Organisationen 1:32
Die International Slot Racing Association (ISRA) veranstaltet eine World Slot Car Racing Championship, die jedes Jahr in einem anderen Land stattfindet. 2004 wurde die True Scale Racing Federation (TSRF) vom früheren 1:24-Profi-Rennfahrer Phillipe de Lespinay gegründet, um in Nordamerika eine „maßstabsgetreue“ Rennserie in den Maßstäben 1:24 und 1:32 zu etablieren. Das Konzept der TSRF ähnelt sehr den „Spec“-Rennen, bei denen nur von der TSRF genehmigte Ausrüstung für den Wettbewerb verwendet werden darf. In vielen anderen Ländern existieren ebenfalls nationale Organisationen. Beispielsweise veranstaltet in Großbritannien die British Slot Car Racing Association (BSCRA) seit 1964 nationale Meisterschaften.

### HO-Organisationen
In den USA existieren zwei große HO-Racing-Organisationen: HOPRA (die HO Professional Racing Association) und UFHORA (die United Federation of HO Racers Association). Jede Organisation veranstaltet eine eigene nationale Meisterschaft, normalerweise im Juli. Es existieren auch zahlreiche Organisationen in den einzelnen Bundesstaaten, die unter den Bestimmungen der HOPRA und/oder UFHORA Rennen fahren.
Im „The Fray In Ferndale“ in Kalifornien wird das weltweit größte Slotcar-Rennen veranstaltet. Das Rennen mit einem sehr starken Teilnehmerfeld wird jedes Jahr im Februar durchgeführt, und es nehmen mehr als 100 Rennfahrer und 16 Teams an 8 Tischen teil. Dieses Rennen bestimmt, welchen Weg dieses Hobby und auch der ehrwürdige Aurora Thunderjet in der Zukunft gehen werden. Das Rennen wird seit 1997 durchgeführt.
Im Gegensatz zu den Rennstrecken im Maßstab 1:24 sind die HO-Rennstrecken ausreichend klein, um auch in Kellern aufgebaut werden zu können. Daher führen die meisten Organisationen in den einzelnen Bundesstaaten ihre Rennserien im Gegensatz zu den Hobby-Ladenstrecken auf den Heimstrecken durch. Die Heimstrecken werden auch häufig für nationale Wettbewerbe genutzt. Im Nordosten der USA sind ovale Rennstrecken im HO-Maßstab sehr beliebt. Die Autos werden dabei so gestaltet, dass sie Dirt Modifieds und Sprint Cars ähneln. Die Sprint Cars und Dirt Modifieds werden auf ovalen Rennstrecken mit 4 bis 8 Spuren gefahren.

## Rennklassen in den USA

### Rennklassen 1:24
Die meisten Rennserien im Maßstab 1:24 nutzen einige Varianten der Regeln der USRA Division 1 oder Division 2. Die USRA-Regeln basieren auf den NCC-Regeln der frühen 1970er Jahre. Diese wurden damals verfasst, um im Slotcar-Racing einige Unterklassen zu etablieren und so einen vielfältigeren Wettbewerb zu ermöglichen.

#### USRA Division 1
- Spec-15: nur Amateure
- GP-12: Amateure und Experten
- International 15 (15A): Amateure und Experten
- Cobalt 12/15: Amateure und Experten
- Group 27: Amateure und Experten
- Group 27 Light: beschränkte Einzelklasse von Group 27
- Group 7 (open): Halbprofis und Profis

Es wird auch gerade eine Klasse mit der Bezeichnung „One Motor Open“ gegründet, die der Group 7 ähnelt, jedoch mit dem Unterschied, dass nachträgliche Motoränderungen nicht erlaubt sind.

#### USRA Division 2
- Group 10 Stock Car
- JRL
- GTP
- GT-1
- GT-12
- C-12e
- 1/32 F-1 Eurosport
- 1/32 Eurosport
- 1/24 Eurosport

#### USRA Division 3
Die Regeln der Division 3 für Oldtimer oder Retro-Slotcars unterscheiden sich leicht. Der Sinn ist, dass die gefahrenen Autos leicht zu erkennen sind und auf teure High-Tech-Komponenten verzichtet wird.
- Nostalgia Can-Am
- Vintage NASCAR
- Nostalgia F1
- Nostalgia LeMans Coupe
- Can-Am Pro (Anglewinder)

#### Formula-2000
F-2000 wird hauptsächlich im mittleren Westen der USA gefahren. Es ist eine Variante der USRA-Regeln für die Division 1, wobei der größte Unterschied darin besteht, dass die Teilnehmer keinen Traktions-/Brems-„Kleber“ auf den Oberflächen aufbringen dürfen. Motoränderungen sind nach dem Start des Rennens nicht mehr erlaubt. Es existieren noch weitere Einschränkungen, um so die Kosten für eine Teilnahme zu reduzieren.

### Rennklassen 1:32
Für die Rennklassen 1:32 existieren zahlreiche Rennarten.
- Speed
- Rally – World Rally Cars, Production, Super 1600 …
- Raid – T1, T2, T3, T4, T5

Bei den Rallye- und Raid-Rennen werden häufig „schmutzige“ Bahnen, z. B. Schnee oder Schlamm, genutzt.

### Rennklassen HO
HOPRA und UFHORA betreiben ähnliche Klassen und verwenden ähnliche Regeln für diese Klassen. Nachfolgend befindet sich eine kurze Erklärung von einigen dieser Klassen. Allgemeine Regeln legen die Größe des Autos und alle sonstigen Bestimmungen, die für alle Klassen gelten, fest.
- Superstock (HOPRA und UFHORA): Autos können mit maximal vier Magneten ausgestattet sein (zwei zum Antrieb des Motors und zwei „Traktionsmagnete“ für zusätzliche Bodenhaftung). Alle Magnete müssen keramisch sein. Motoren müssen der Serie entsprechen und können abgestimmt und/oder gerichtet sein (als „Hot-Stock“ bezeichnet).
- Modified (HOPRA): Wird auch „Ceramic Modified“ genannt und entspricht dem vorstehenden Superstock, wobei der Motor jedoch nicht beschränkt ist und das Chassis geschliffen sein kann.
- Modified (UFHORA): Autos können mit maximal vier Magneten ausgestattet sein (zwei zum Antrieb des Motors und zwei „Traktionsmagnete“ für zusätzliche Bodenhaftung). Die Motormagnete müssen keramisch sein. Traktionsmagnete können auch aus einem Polymer bestehen. Der Motor muss über einen Widerstand von mindestens 3,0 Ω an jedem Pol verfügen.
- Polymer Modified (HOPRA)/Restricted Open (UFHORA): Autos können mit maximal vier Magneten ausgestattet sein (zwei zum Antrieb des Motors und zwei „Traktionsmagnete“ für zusätzliche Bodenhaftung). Alle Magnete können aus einem Polymer bestehen. Der Motor ist unbeschränkt. Das Chassis kann geschliffen sein. Es können Shunt-Drähte verwendet werden.
- Unlimited (UFHORA und HOPRA): keine Einschränkungen. Eigene Chassis sind erlaubt. Es werden normalerweise sechs Neodymmagnete verwendet.
- T-Jet Super Stock (auch bekannt als Fray-style): Aurora Thunderjet Chassis ohne Traktionsmagnete, modifiziert durch Motormagnete, Änderung der Achsen, Vorder- und Hinterräder und -reifen und der Karosserie. Eingeschränkte Modifizierungen sind gestattet.

## Slot-Racing im Vereinigten Königreich
Die wichtigste Organisation im Vereinigten Königreich ist die BSCRA, die auch für die Durchführung der meisten Slot-Racing-Veranstaltungen im Vereinigten Königreich verantwortlich ist. Der gegenwärtige Vorsitzende, der für ein Jahr gewählt wurde, ist der frühere Weltmeister James Cleave. Die Organisation veranstaltet 3 nationale Meisterschaften. Dies sind die Meisterschaften in den Maßstäben 1/32 und 1/24 sowie eine Club-Team-Meisterschaft mit einer Production Challenge. Die Organisation veranstaltet außerdem die offenen britischen Meisterschaften für beide Maßstäbe. Es bestehen außerdem eine Reihe von lokalen Wettbewerben, sowie Veranstaltungen für Neueinsteiger, um diese dem Club näher zu bringen. Ninco, HO und Scalex werden durch einen eigenen Rat vertreten und sind nicht mit der BSCRA verbunden. Millstream Raceway (Sitz des British Slot Car Club) in Ringwood ist wahrscheinlich das größte Slot-Racing-Zentrum im Vereinigten Königreich und bietet 2 Ogilvie-Strecken mit je 8 Spuren. Hier wird ausschließlich im Maßstab 1:24 gefahren. Auf der Millstream-Strecke werden außerdem die British Wing Car Championships in Zusammenarbeit mit Pinewood Raceway, Wokingham, veranstaltet.

## Weltmeisterschaften
Die 25th World Slot Car Championship (auch „The Worlds“ genannt) wurden vom 17. bis 21. Mai 2006 in Rio de Janeiro, Brasilien, bei Top Slot Raceways durchgeführt. Diese Meisterschaft wurde von NPRA, einem südamerikanischen Slot-Racing-Verband, veranstaltet.